# A Função do Orgasmo
A Função do Orgasmo (Die Funktion des Orgasmus, no original em alemão) é o título em português do livro de 1927 do psicanalista Wilhelm Reich, no qual este propunha suas ideias de uma "revolução sexual" por meio de tratamento que denominou vegetoterapia.
Nesta obra Reich propõe a liberação das energias reprimidas não somente de forma verbal, como pregava Freud, mas fisicamente através de métodos que incluíam massagens, rompendo assim com um dos dogmas da psicanálise freudiana da completa neutralidade entre terapeuta e paciente. O contato físico e suas ideias levaram com que fosse expulso da Sociedade Psicanalítica de Viena.
Esta obra, bem como as propostas de Reich, é considerada precursora do movimento de revolução sexual da década de 1960 e inspiradora dos protestos de 1968 em Paris. Embora os temas tratados mais tarde seriam aceitos, na sociedade da década de 1930 fizeram com que seu autor fosse perseguido; dentre as noções que sugeria, se aplicados corretamente, seu tratamento seria inclusive capaz de tratar o nazismo. Sua obra chegou a ser banida nos Estados Unidos, país onde Reich se refugiara e morreu na prisão.